# Museo de la conserva de San Adrián
El Museo de la conserva de San Adrián, denominado también "La vieja fábrica", es un museo creado en 2019 en la localidad navarra de San Adrián centrado en mostrar la historia de la industria agroalimentaria conservera, muy característica en la zona de la Ribera Alto Ebro, en la Comunidad Foral de Navarra.

## Sede
El museo se encuentra en la antigua fábrica de la empresa El Navarrico, ubicada en el centro de la localidad.

## Historia
El museo fue inaugurado el 25 de febrero de 2019.

## Características
El museo, que tiene trescientos metros cuadrados, se divide en diferentes espacios:
- Exposición. A través de maquinaria, herramientas, vitrinas con documentación antigua y un mural luminoso se explica la evolución de la industria conservera desde la antigüedad hasta nuestros días. La exposición también cuenta con pantallas donde se proyectan fotos antiguas.
- Sala audiovisual. En ella se reproduce un vídeo documental protagonizado por los vecinos de la localidad, en el que se narra la historia de la industria conservera.
- Sala interactiva. Se trata de un espacio en el que a través de tabletas, gafas de realidad virtual y tecnología de visión 360° se consigue transmitir el proceso de elaboración de las conservas.

## Relevancia
Es uno de los museos específico sobre las conservas más importantes de España, junto a otros museos como el Museo de conservas vegetales y las costumbres en la Región de Murcia o el Museo de las conservas en Andalucía.